# Таквіла (Вашингтон)
Таквіла (англ. Tukwila) — місто (англ. city) в США, в окрузі Кінг штату Вашингтон. Населення — 21 798 осіб (2020).

## Географія
Таквіла розташована за координатами 47°28′33″ пн. ш. 122°16′33″ зх. д. / 47.47583° пн. ш. 122.27583° зх. д. (47.475731, -122.275736).  За даними Бюро перепису населення США в 2010 році місто мало площу 24,81 км², з яких 23,75 км² — суходіл та 1,06 км² — водойми.

## Демографія
Згідно з переписом 2010 року, у місті мешкало 19 107 осіб у 7157 домогосподарствах у складі 4124 родин. Густота населення становила 770 осіб/км².  Було 7755 помешкань (313/км²).
Расовий склад населення:
| - 43,9 % — білих - 19,0 % — азіатів - 17,9 % — чорних або афроамериканців - 2,8 % — вихідців з тихоокеанських островів - 1,1 % — корінних американців - 9,3 % — осіб інших рас |

До двох чи більше рас належало 6,0 %. Частка іспаномовних становила 17,5 % від усіх жителів.
За віковим діапазоном населення розподілялося таким чином: 24,2 % — особи молодші 18 років, 67,8 % — особи у віці 18—64 років, 8,0 % — особи у віці 65 років та старші. Медіана віку мешканця становила 33,8 року. На 100 осіб жіночої статі у місті припадало 108,1 чоловіків;  на 100 жінок у віці від 18 років та старших — 109,7 чоловіків також старших 18 років.
Середній дохід на одне домашнє господарство  становив 59 877 доларів США (медіана — 45 923), а середній дохід на одну сім'ю — 70 016 доларів (медіана — 57 958). Медіана доходів становила 45 530 доларів для чоловіків та 40 167 доларів для жінок. За межею бідності перебувало 23,7 % осіб, у тому числі 36,7 % дітей у віці до 18 років та 8,4 % осіб у віці 65 років та старших.
Цивільне працевлаштоване населення становило 9714 особи. Основні галузі зайнятості: освіта, охорона здоров'я та соціальна допомога — 15,9 %, мистецтво, розваги та відпочинок — 15,6 %, науковці, спеціалісти, менеджери — 13,6 %, виробництво — 12,3 %.